# Luoba, Guangdong
Luoba är en köping i sydöstra Kina. Den ligger i Shixing härad i staden Shaoguan i provinsen Guangdong, omkring 220 kilometer nordost om provinshuvudstaden Guangzhou. Antalet invånare är 14 618. Befolkningen består av 7 274 kvinnor och 7 344 män. Barn under 15 år utgör 20,0 %, vuxna 15-64 år 68 %, och äldre över 65 år 11,0 %.